# Géographie du Latium

Altimétrie du Latium

La géographie du Latium s'étend entre la mer Tyrrhénienne et les Apennins, au centre de la Péninsule italienne.
La région possède une superficie de 17 207,29 km², a des frontières avec la Toscane, l'Ombrie et les Marches au nord, Abruzzes et Molise à l'est, la Campanie au sud, et la mer Tyrrhénienne à l'ouest. La région est principalement plate et vallonnée, avec de petites zones montagneuses dans les parties les plus orientales et méridionales.

## Reliefs
| \| Maremme Volsins Selva di Meana Albains Lépins Cimins Agro Romano Tolfa Marais pontins Vallée Latine Aurunces Sabatins Sabins Réatiens Herniques Lucrétiliens Ausons La Laga Prénestiens Ruffiens Simbruins Tiburtins Meta Sirente-Velino Mer Tyrrhénienne \| Carte topographique du Latium |
| Maremme Volsins Selva di Meana Albains Lépins Cimins Agro Romano Tolfa Marais pontins Vallée Latine Aurunces Sabatins Sabins Réatiens Herniques Lucrétiliens Ausons La Laga Prénestiens Ruffiens Simbruins Tiburtins Meta Sirente-Velino Mer Tyrrhénienne                                     |